# Düsseldorfs spårväg

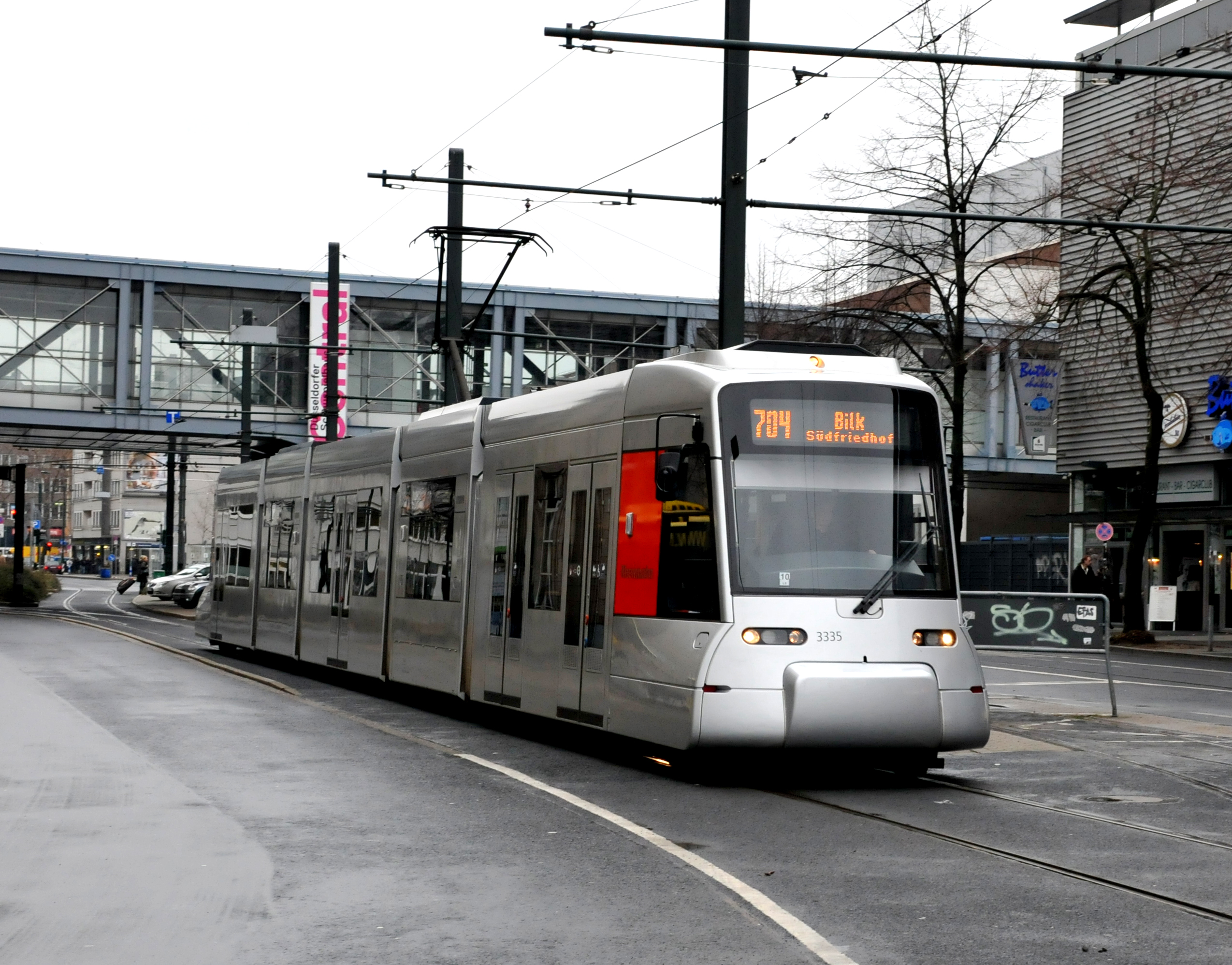
Spårvagn vid Hauptbahnhof.

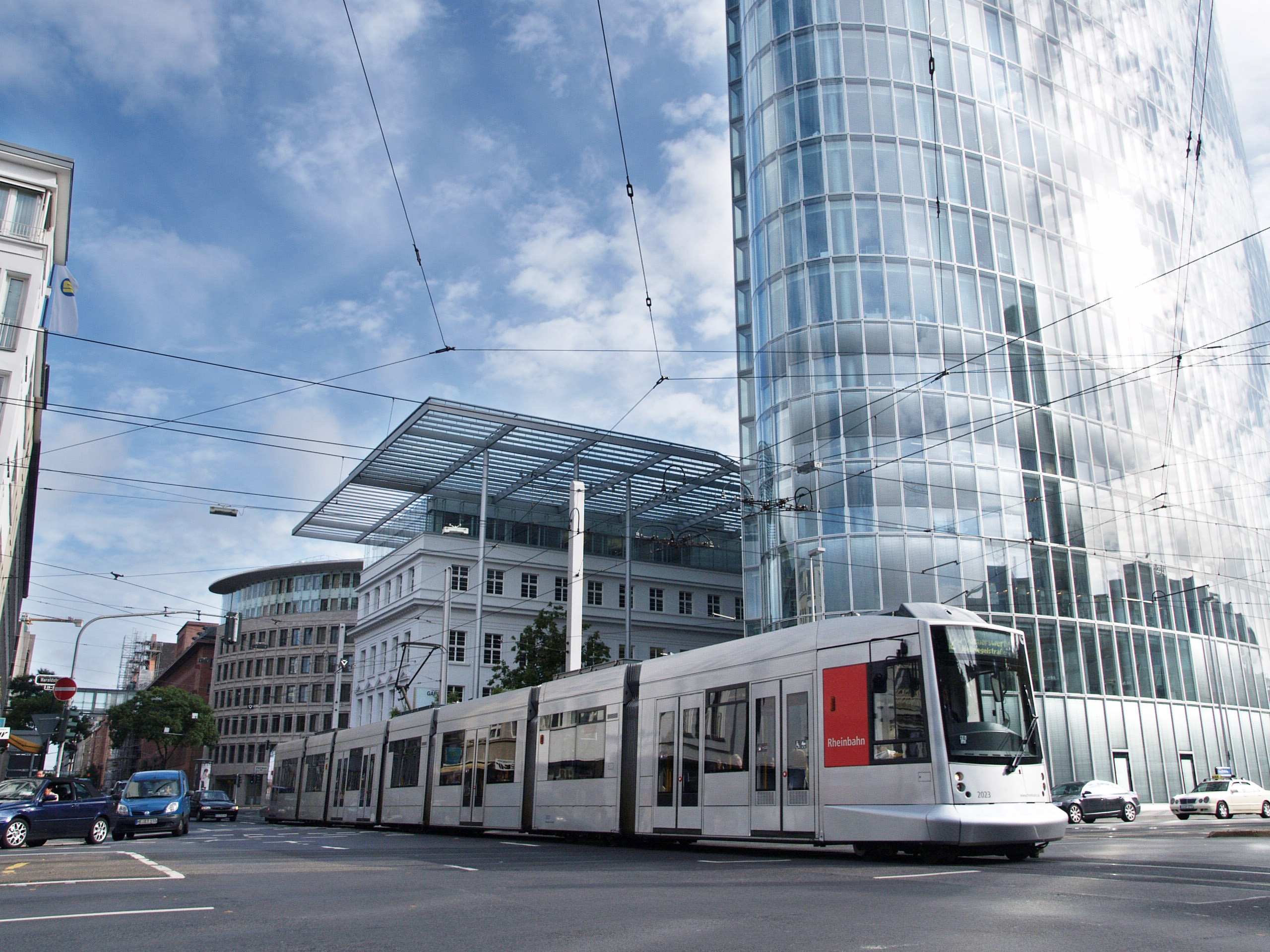
Spårvagn vid Graf-Adolf-Platz.

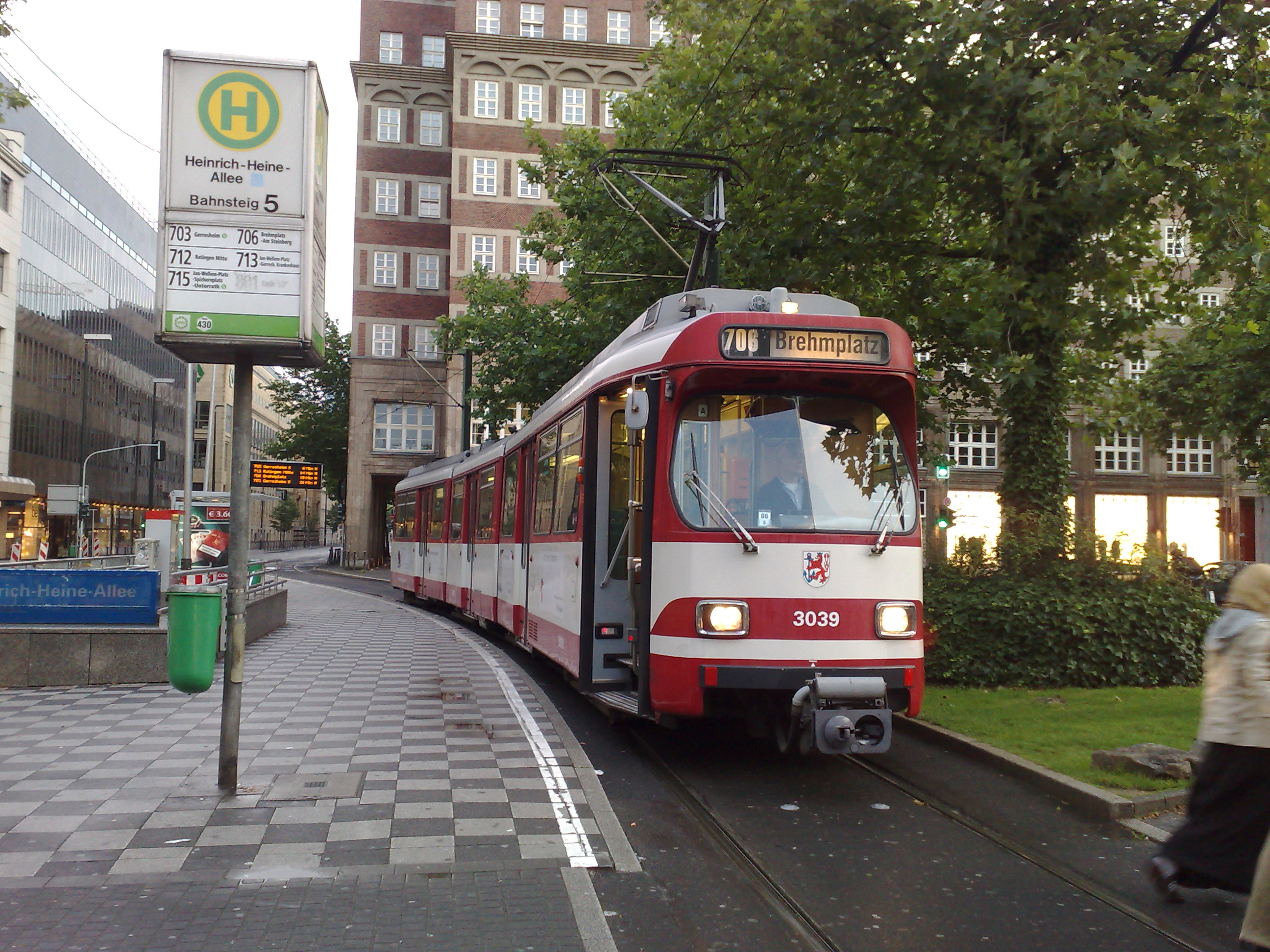
Spårvagn vid Heinrich-Heine-Allee.

Düsseldorfs spårväg är ett spårvägssystem i Tysklands sjunde största stad Düsseldorf i förbundslandet Nordrhein-Westfalen. Spårvägen drivs av Rheinische Bahngesellschaft AG (Rheinbahn) och ingår sedan 1980 i Verkehrsverbund Rhein-Ruhr (VRR).
Det är ett 86,5 km långt spårvägsnät och den första delsträckan invigdes år 1876. Spårvägen fungerar som ett komplement till Düsseldorfs stadsbana med vilken den delar 3,8 kilometer spår.

## Linjer
| Linje | Sträcka | Turtäthet   |
| ----- | --- | ----------- |
| 701   | Rath – Mörsenbroich – Derendorf – Dreieck – Nordstraße – Jan-Wellem-Platz – Steinstraße – Berliner Allee – Corneliusstraße – Uni-Kliniken – Südpark – Wersten – Holthausen (– Benrath Btf )                      | 10/10/15    |
| 703   | Gerresheim – Grafenberg – Wehrhahn – Jacobistraße – Jan-Wellem-Platz – Heinrich-Heine-Allee /Altstadt – Graf-Adolf-Platz – Kirchfeldstraße                                                                       | 10/15/15    |
| 704   | Derendorf-Nord – Pempelfort – Hauptbahnhof – Berliner Allee – Graf-Adolf-Platz – Landtag/Stadttor – Südfriedhof (– Neuss, Stadthalle/Museum)                                                                     | 10/15/15    |
| 706   | Bilk, Am Steinberg – Oberbilker Markt – Flingern – Düsseltal, Brehmplatz – Pempelfort – Jan-Wellem-Platz – Heinrich-Heine-Allee /Altstadt – Graf-Adolf-Platz – Bilk – Am Steinberg                               | 10/15/15    |
| 707   | Unterrath – Derendorf – Dreieck – Pempelfort – Jacobistraße – Oststraße – Hauptbahnhof – Bilk – Uni-Kliniken – Südpark – Universität-Ost/Botanischer Garten                                                      | 10/10/15    |
| 708   | Mörsenbroich, Heinrichstraße – Düsseltal, Brehmplatz – Flingern – Hauptbahnhof – Bilk – Hamm | 10-12/15/15 |
| 709   | (Gerresheim, Krankenhaus –) Grafenberg, Staufenplatz – Flingern – Hauptbahnhof – Berliner Allee – Graf-Adolf-Platz – Landtag/Stadttor – Südfriedhof – Neuss, Stadthalle/Museum – Neuss Hbf – Theodor-Heuss-Platz | 10/10/15    |
| 712   | Ratingen Mitte – Oberrath – Grafenberg – Wehrhahn – Jacobistraße – Jan-Wellem-Platz – Heinrich-Heine-Allee /Altstadt – Graf-Adolf-Platz – Kirchplatz – Bilk – Volmerswerth                                       | 10/15/15    |
| 713   | Gerresheim, Krankenhaus – Grafenberg – Wehrhahn – Jacobistraße – Jan-Wellem-Platz – Heinrich-Heine-Allee /Altstadt – Graf-Adolf-Platz – Kirchplatz (– Bilk – Uni-Kliniken – Südpark – Wersten – Holthausen )     | 20/30/60    |
| 715   | (Unterrath –) Derendorf, Spichernplatz – Dreieck – Nordstraße – Jan-Wellem-Platz – Steinstraße – Berliner Allee – Graf-Adolf-Platz – Oberbilk – Eller , Vennhauser Allee                                         | 10/15/15    |
| 719   | (Grafenberg – Flingern –) Hauptbahnhof – Berliner Allee – Graf-Adolf-Platz – Landtag/Polizeipräsidium | 10/–/–      |